# Universidad de Kagoshima
La  Universidad de Kagoshima (en idioma japonés, 鹿児島大学) es una universidad japonesa. 
Cuenta con el Instituto de Investigación Botánica Agrícola Granja de Ibusuki.

## Alumnos
- Kazuo Inamori